# La lunga cavalcata della vendetta
La lunga cavalcata della vendetta è un film del 1972 diretto da Tanio Boccia.

## Trama
Alcuni banditi messicani hanno derubato, ucciso e violentato una bella ragazza, Deborah. Il fratello della donna, Jeff, ritornato dalla Guerra di secessione, scoperto la notizia, decide di vendicarla. Dopo aver ucciso la maggior parte dei delinquenti, Jeff si ritrova faccia a faccia con il capobanda. Freddato anche l'ultimo sopravvissuto, rimarrà solo da recuperare l'oro derubato alla ragazza.